# گابریلا توسکانو
گابریلا توسکانو (اسپانیایی: Gabriela Toscano‎؛ زادهٔ ۲۵ اکتبر ۱۹۶۵) بازیگر اهل اروگوئه است.
از فیلم‌هایی که وی در آن‌ها نقش داشته است، می‌توان به زنان قاتل و مجردمانده‌ها اشاره نمود.